# Rousies
Rousies è un comune francese di 4 303 abitanti situato nel dipartimento del Nord nella regione dell'Alta Francia.
Nel suo territorio comunale le acque della Solre confluiscono in quelle della Sambre.

## Società

### Evoluzione demografica
Abitanti censiti